# Collegio uninominale Lombardia 1 - 02 (2017)
Il collegio elettorale uninominale Lombardia 1 - 02 è stato un collegio elettorale uninominale della Repubblica Italiana per l'elezione della Camera tra il 2017 ed il 2022.

## Territorio
Come previsto dalla legge elettorale italiana del 2017, il collegio era stato definito tramite decreto legislativo all'interno della circoscrizione Lombardia 1.
Era formato dal territorio di 15 comuni: Canegrate, Cerro Maggiore, Cornaredo, Legnano, Nerviano, Parabiago, Pero, Pogliano Milanese, Pregnana Milanese, Rescaldina, Rho, San Giorgio su Legnano, San Vittore Olona, Settimo Milanese e Vanzago.
Il collegio era quindi interamente compreso nella città metropolitana di Milano.
Il collegio era parte del collegio plurinominale Lombardia 1 - 04.

## Eletti
| Elezione | Elezione | Deputato           | Gruppo parlamentare    |
| -------- | -------- | ------------------ | ---------------------- |
|          | 2018     | Massimo Garavaglia | Lega - Salvini Premier |

## Dati elettorali

### XVIII legislatura
Come previsto dalla legge elettorale, 232 deputati erano eletti con sistema a maggioranza relativa in altrettanti collegi uninominali a turno unico.
| Candidati              | Candidati                    | Voti    | %     | Liste                    | Voti    | %     |
| ---------------------- | ---------------------------- | ------- | ----- | ------------------------ | ------- | ----- |
|                        | Massimo Garavaglia ✔️ Eletto | 71 932  | 43,40 | Lega                     | 42 219  | 25,47 |
| Forza Italia           | Massimo Garavaglia ✔️ Eletto | 71 932  | 43,40 | 21 854                   | 13,19   |       |
| Fratelli d'Italia      | Massimo Garavaglia ✔️ Eletto | 71 932  | 43,40 | 6 408                    | 3,87    |       |
| Noi con l'Italia - UDC | Massimo Garavaglia ✔️ Eletto | 71 932  | 43,40 | 1 451                    | 0,88    |       |
|                        | Riccardo Olgiati             | 42 151  | 25,43 | Movimento 5 Stelle       | 42 151  | 25,43 |
|                        | Monica Berna Nasca           | 42 080  | 25,39 | Partito Democratico      | 35 932  | 21,68 |
| +Europa                | Monica Berna Nasca           | 42 080  | 25,39 | 4 710                    | 2,84    |       |
| Italia Europa Insieme  | Monica Berna Nasca           | 42 080  | 25,39 | 759                      | 0,46    |       |
| Civica Popolare        | Monica Berna Nasca           | 42 080  | 25,39 | 679                      | 0,41    |       |
|                        | Giuseppe Scarfone            | 5 066   | 3,06  | Liberi e Uguali          | 5 066   | 3,06  |
|                        | Renata Mangano               | 1 653   | 1,00  | CasaPound                | 1 653   | 1,00  |
|                        | Mauro Rossetti               | 1 492   | 0,90  | Potere al Popolo!        | 1 492   | 0,90  |
|                        | Innocenza Laguri             | 804     | 0,49  | Il Popolo della Famiglia | 804     | 0,49  |
|                        | Simone Tuosto                | 455     | 0,27  | 10 Volte Meglio          | 455     | 0,27  |
|                        | Lazzaro Gilberti             | 108     | 0,07  | PRI - ALA                | 108     | 0,07  |
| Totale                 | Totale                       | 165 741 | 100   |                          | 165 741 | 100   |
|                        |                              |         |       |                          |         |       |
| Voti non validi        | Voti non validi              | 4 892   | 2,87  |                          |         |       |
| Votanti                | Votanti                      | 170 633 | 76,68 |                          |         |       |
| Elettori               | Elettori                     | 222 521 |       |                          |         |       |